# Нур, Фаршад
Фаршад Нур (дари فرشاد نور; род. 2 октября 1994, Мазари-Шариф) — афганский футболист, полузащитник клуба ДПММ и сборной Афганистана.

## Клубная карьера
Футболом начинал заниматься в маленьком клубе «Вилхелмина Бойз», откуда в 2004 перебрался в академию ПСВ. В 2015 году в составе команды клуба, составленной из игроков до 19 лет, занял второе место в юношеском чемпионате страны, а также выиграл юношеский кубок страны.
В 2013 году с Нуром был подписан первый профессиональный контракт на 2 года. После чего он также начал играть за вторую команду ПСВ — «Йонг ПСВ», выступающую в первом дивизионе. Дебют состоялся 3 августа в матче со «Спартой» из Роттердама. 20 сентября забил свой первый гол за команду уже на 5-й минуте в ворота «Ден Босха». Но соперник ещё в первом тайме забил два ответных мяча и выиграл встречу. В общей сложности за «Йонг ПСВ» Фаршад отыграл два сезона. За это время он провёл 67 игр, в которых сумел трижды отличиться.
Летом 2015 года перешедший в «Роду» главный тренер Дарие Калезич пригласил с собой в команду и Нура, у которого к тому времени закончился контракт с ПСВ. С полузащитником было подписано соглашение на год с возможностью продления ещё на один. 8 августа он уже дебютировал в основном составе нового клуба в высшем дивизионе Нидерландов. Фаршад вышел в стартовом составе на матч первого тура с «Хераклесом». В октябре он получил травму ноги, после которой смог вернуться на поле только через 5 месяцев. В середине следующего сезона в команду пришел новый тренер Яннис Анастасиу. Он видел регулярно игравшего в составе Фаршада только в качестве игрока ротации, в связи с чем зимой 2017 года тот был отдан в аренду в клуб первого дивизиона «Камбюр».
За новый клуб Нур провёл всего один матч с «Йонг ПСВ». Он вышел на поле на 52-й минуте вместо Сандера ван де Стрека, забившего гол в самом начале встречи.
4 августа 2017 года подписал полугодовой контракт со шведской «Эскильстуной». Через 9 дней дебютировал в чемпионате Швеции в матче со столичным АИК. На 61-й минуте встречи он появился на поле вместо Омара Эддархи, отметившись в протоколе жёлтой карточкой на 5-й компенсированной минуте. До конца сезона Нур принял участие ещё в семи играх, но забитыми мячами не отметился. Его команда заняла последнее место в турнирной таблице и покинула Аллсвенскан.
В середине января 2018 года перебрался на Кипр, подписав контракт с «Неа Саламиной». 21 января сыграл первую игру в чемпионате Кипра. На 67-й минуте матча с «Пафосом» Нур заменил шотландца Аластера Рейнольдса. 10 марта 2018 года в матче с «Доксой» он забил первые голы за «Неа Саламину». Оформив дублю во втором тайме, Фаршад внёс существенный вклад в разгром соперника.

## Карьера в сборной
На юношеском уровне выступал за сборную Нидерландов. Главный тренер команды Руд Доктер пригласил его на февральские товарищеские матчи 2010 года. 6 февраля в игре с итальянцами Нур вышел в стартовом составе и провёл на поле все 80 минут.
В марте 2017 года главный тренер сборной Афганистана немец Отто Пфистер вызвал Фаршада в состав национальной сборной. Дебют состоялся 23 марта в товарищеской игре с Сингапуром. Полузащитник вышел в стартовом составе и провел всю встречу полностью. 10 сентября 2019 года забил свой первый мяч на международном уровне. На 27-й минуте отборочного матча к чемпионату мира с Бангладеш он забил единственный гол, принеся тем самым своей команде минимальную победу.

## Личная жизнь
Нур родился в афганском Мазари-Шарифе. В возрасте пяти лет вместе с родителями был вынужден бежать в Нидерланды, где семья поселилась в городе Бест в Северном Брабанте.

## Статистика выступлений

### Клубная статистика
| Выступление      | Выступление      | Выступление      | Лига | Лига | Кубки | Кубки | Конт.кубки | Конт.кубки | Итого | Итого |
| Клуб             | Лига             | Сезон            | Игры | Голы | Игры  | Голы  | Игры       | Голы       | Игры  | Голы  |
| ---------------- | ---------------- | ---------------- | ---- | ---- | ----- | ----- | ---------- | ---------- | ----- | ----- |
| Йонг ПСВ         | Эрсте Дивизи     | 2013/14          | 30   | 1    | 0     | 0     | —          | —          | 30    | 1     |
| Йонг ПСВ         | Эрсте Дивизи     | 2014/15          | 37   | 2    | 0     | 0     | —          | —          | 37    | 2     |
| Йонг ПСВ         | Итого            | Итого            | 67   | 3    | 0     | 0     | 0          | 0          | 67    | 3     |
| Рода             | Эредивизи        | 2015/16          | 12   | 0    | 1     | 0     | —          | —          | 13    | 0     |
| Рода             | Эредивизи        | 2016/17          | 14   | 0    | 1     | 0     | —          | —          | 15    | 0     |
| Рода             | Итого            | Итого            | 26   | 0    | 2     | 0     | 0          | 0          | 28    | 0     |
| → Камбюр         | Первый дивизион  | 2016/17          | 1    | 0    | 1     | 0     | —          | —          | 2     | 0     |
| → Камбюр         | Итого            | Итого            | 1    | 0    | 1     | 0     | 0          | 0          | 2     | 0     |
| Эскильстуна      | Аллсвенскан      | 2017             | 8    | 0    | 1     | 0     | —          | —          | 9     | 0     |
| Эскильстуна      | Итого            | Итого            | 8    | 0    | 1     | 0     | 0          | 0          | 9     | 0     |
| Неа Саламина     | Дивизион А       | 2017/18          | 13   | 3    | 4     | 0     | —          | —          | 17    | 3     |
| Неа Саламина     | Дивизион А       | 2018/19          | 29   | 2    | 1     | 0     | —          | —          | 30    | 2     |
| Неа Саламина     | Дивизион А       | 2019/20          | 17   | 1    | 2     | 0     | —          | —          | 19    | 1     |
| Неа Саламина     | Итого            | Итого            | 59   | 6    | 7     | 0     | 0          | 0          | 66    | 6     |
| Всего за карьеру | Всего за карьеру | Всего за карьеру | 161  | 9    | 11    | 0     | 0          | 0          | 172   | 9     |

### Статистика в сборной
| Матчи и голы Фаршада Нура за национальную сборную Афганистана | Матчи и голы Фаршада Нура за национальную сборную Афганистана | Матчи и голы Фаршада Нура за национальную сборную Афганистана | Матчи и голы Фаршада Нура за национальную сборную Афганистана | Матчи и голы Фаршада Нура за национальную сборную Афганистана | Матчи и голы Фаршада Нура за национальную сборную Афганистана |
| №                                                             | Дата                                                          | Оппонент                                                      | Счёт                                                          | Голы                                                          | Соревнование                                                  |
| ------------------------------------------------------------- | ------------------------------------------------------------- | ------------------------------------------------------------- | ------------------------------------------------------------- | ------------------------------------------------------------- | ------------------------------------------------------------- |
| 1                                                             | 23 марта 2017                                                 | Сингапур                                                      | 2:1                                                           | 0                                                             | Товарищеский матч                                             |
| 2                                                             | 28 марта 2017                                                 | Вьетнам                                                       | 1:1                                                           | 0                                                             | Отборочные матчи Кубка Азии 2019                              |
| 3                                                             | 6 июня 2017                                                   | Мальдивы                                                      | 2:1                                                           | 0                                                             | Товарищеский матч                                             |
| 4                                                             | 13 июня 2017                                                  | Камбоджа                                                      | 0:1                                                           | 0                                                             | Отборочные матчи Кубка Азии 2019                              |
| 5                                                             | 30 августа 2017                                               | Оман                                                          | 0:2                                                           | 0                                                             | Товарищеский матч                                             |
| 6                                                             | 5 сентября 2017                                               | Иордания                                                      | 1:4                                                           | 0                                                             | Отборочные матчи Кубка Азии 2019                              |
| 7                                                             | 10 октября 2017                                               | Иордания                                                      | 3:3                                                           | 0                                                             | Отборочные матчи Кубка Азии 2019                              |
| 8                                                             | 14 ноября 2017                                                | Вьетнам                                                       | 0:0                                                           | 0                                                             | Отборочные матчи Кубка Азии 2019                              |
| 9                                                             | 27 марта 2018                                                 | Камбоджа                                                      | 2:1                                                           | 0                                                             | Отборочные матчи Кубка Азии 2019                              |
| 10                                                            | 25 декабря 2018                                               | Туркменистан                                                  | 0:2                                                           | 0                                                             | Товарищеский матч                                             |
| 11                                                            | 28 декабря 2018                                               | Туркменистан                                                  | 2:2                                                           | 0                                                             | Товарищеский матч                                             |
| 12                                                            | 20 марта 2019                                                 | Оман                                                          | 0:5                                                           | 0                                                             | Товарищеский матч                                             |
| 13                                                            | 23 марта 2019                                                 | Малайзия                                                      | 1:2                                                           | 0                                                             | Товарищеский матч                                             |
| 14                                                            | 27 июня 2019                                                  | Таджикистан                                                   | 1:1                                                           | 0                                                             | Товарищеский матч                                             |
| 15                                                            | 5 сентября 2019                                               | Катар                                                         | 0:6                                                           | 0                                                             | Отборочные матчи ЧМ-2022                                      |
| 16                                                            | 10 сентября 2019                                              | Бангладеш                                                     | 1:0                                                           | 1                                                             | Отборочные матчи ЧМ-2022                                      |
| 17                                                            | 10 октября 2019                                               | Оман                                                          | 0:3                                                           | 0                                                             | Отборочные матчи ЧМ-2022                                      |
| 18                                                            | 14 ноября 2019                                                | Индия                                                         | 1:1                                                           | 0                                                             | Отборочные матчи ЧМ-2022                                      |
| 19                                                            | 19 ноября 2019                                                | Катар                                                         | 0:1                                                           | 0                                                             | Отборочные матчи ЧМ-2022                                      |

Итого:19 матчей и 1 гол; 4 победы, 6 ничьих, 9 поражений.